# Malanowo Stare
Malanowo Stare [pronunciación en polaco: /malaˈnɔvɔ ˈstarɛ/] es un pueblo en el distrito administrativo de Gmina Mochowo, dentro del Distrito de Sierpc, Voivodato de Mazovia, en el centro-este de Polonia. Se encuentra aproximadamente 4 kilómetros al noroeste de Mochowo, 15 kilómetros al suroeste de Sierpc, y 119 kilómetros al noroeste de Varsovia.